# Округ Њу Касл (Делавер)
Округ Њу Касл (енгл. New Castle County) је округ у америчкој савезној држави Делавер. По попису из 2010. године број становника је 538.479. Седиште округа је град Вилмингтон.

## Демографија
Према попису становништва из 2010. у округу је живело 538.479 становника, што је 38.214 (7,6%) становника више него 2000. године.
| Група             | 2000.           | 2010.           |
| Белци             | 353.760 (70,7%) | 331.836 (61,6%) |
| Афроамериканци    | 101.167 (20,2%) | 127.786 (23,7%) |
| Азијати           | 12.950 (2,6%)   | 23.300 (4,3%)   |
| Хиспаноамериканци | 26.293 (5,3%)   | 46.921 (8,7%)   |
| Укупно            | 500.265         | 538.479         |